# Mae Barnes
Mae Barnes, eigentlich Edith May Stith (* 23. Januar 1907 in New York City; † 13. Dezember 1996 in Boston) war eine US-amerikanische Sängerin, Tänzerin und Schauspielerin.

## Leben
Sie erlernte als Kind das Klavierspiel und den Stepptanz. Ihre ersten Auftritte hatte sie als Chorsängerin im Plantation-Club in Harlem. Mit Vaudeville-Künstlern der TOBA ging sie auf Tournee. 1924 debütierte sie am Broadway im Musical Runnin’ Wild. Barnes gilt als diejenige Tänzerin, die den Charleston in New York vorstellte. Bill Robinson bezeichnete sie als die bedeutendste Stepptänzerin.
1938 beendete ein Autounfall ihre Karriere als Tänzerin. Sie sang nun in Greenwich Village in den dortigen Clubs wie Little Casino, Boite und Bon Soir und spielte in Musicals wie Plain and Fancy, By the Beautiful Sea und Rainbow. Barnes übernahm 1959 eine Rolle im Spielfilm Wenig Chancen für morgen.

## Diskografie
- LP: Fun with Mae Barnes. Atlantic ALS 404
- CD: Mae Barnes. DRG-Swing 8434
- CD: New York Cabaret Music. Atlantic 82308-2